# Mit Pfefferminz bin ich dein Prinz
Mit Pfefferminz bin ich dein Prinz ist das vierte Studioalbum des deutschen Musikers Marius Müller-Westernhagen, das bei seiner Veröffentlichung 1978 zwar nicht erfolglos war, aber sich erst im Laufe der Jahre zum Kultalbum und Verkaufserfolg entwickelte.

## Produktion
Das Album wurde vom 25. bis 30. Juni sowie am 8. Juli 1978 in den Musicland Studios unter der Leitung von Peter Lüdemann aufgenommen und vom 14. bis 15. August 1978 im Union Studio in München unter der Leitung von Zeke Lund (unter anderem The Smoke, Rondo A Tre) abgemischt. Westernhagens neuer Produzent Lothar Meid, beide hatten sich bei Dreharbeiten kennengelernt, verpasste ihm ein ganz neues Image, was sich auch in der Musik widerspiegelte. Die vorhergehenden Platten unter der Produktion des Gitarristen Peter Hesslein (unter anderem Lucifer’s Friend) hatten den Musiker Westernhagen in die Ecke der populären Liedermacher der 1970er gestellt. Zusammen mit den von Westernhagen geschriebenen Songs schuf Meid ein eher „dreckig-schmutziges“ Rock-’n’-Roll-Bild, was auch im Cover angedeutet wird. 1987 wurden die Aufnahmen überarbeitet und auf CD veröffentlicht.

## Stil
Musikalisch hat das Album vor allem im Bluesrock und Rock ’n’ Roll seine Wurzeln. Es zeichnet sich durch freche, ab und an auch frivole, Texte aus, die von Westernhagen sehr leidenschaftlich, teils schreiend urwüchsig vorgetragen werden. Die Texte und Rhythmen fordern oft zum Mitsingen auf. Während der Konzerte und Auftritte der späten 1970er-Jahre verhielt sich Westernhagen auch diesem neuen rauen Rock-Image entsprechend. Bei den großen Stadientouren Westernhagens in den 1990ern gehörten Songs wie Dicke, Johnny W., Mit 18 oder der Titelsong des Albums immer zum Repertoire. Sie wurden (und werden) von den Fans erwartet und textsicher mitgesungen. Die Platte gilt mittlerweile als Kultalbum sowohl des Interpreten als auch des Genres Deutschrock.
Textbeispiele und Kontroversen

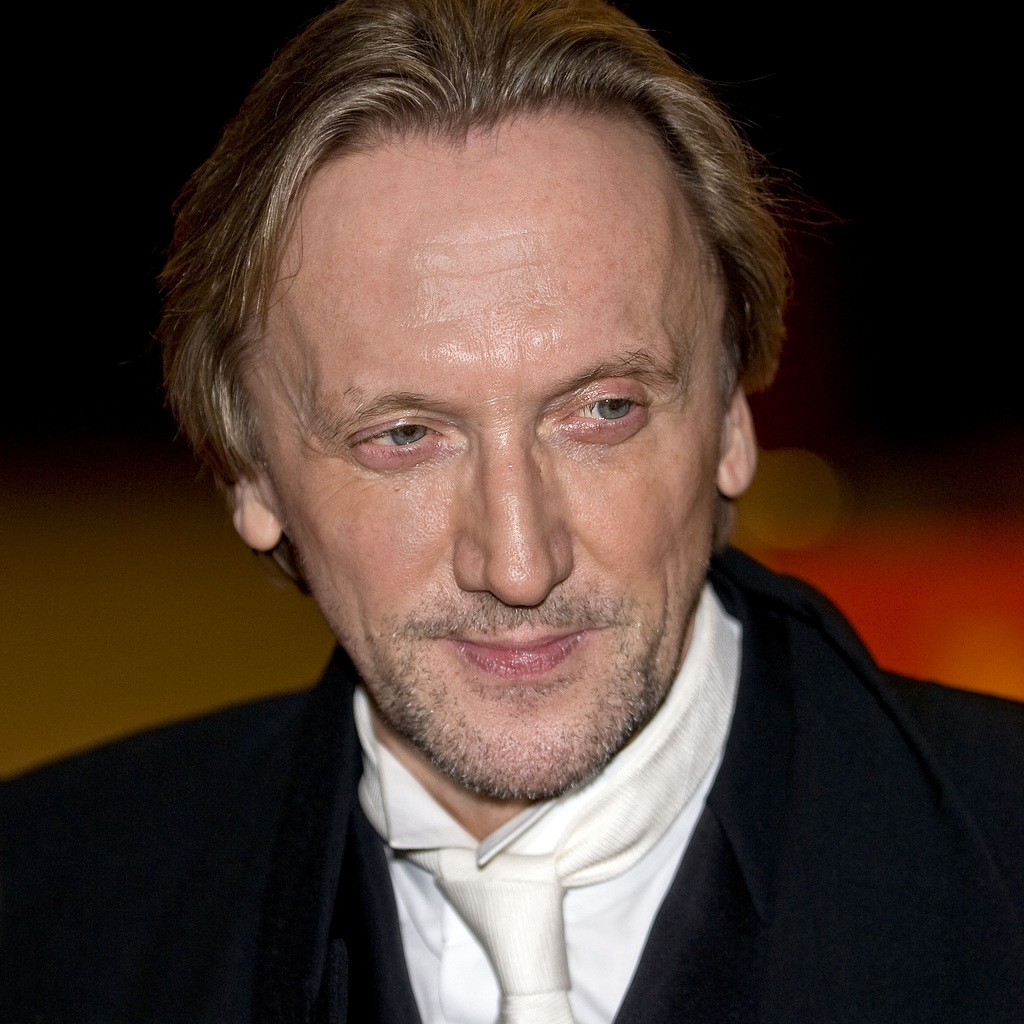
Westernhagen 2008

Einige Songs sorgten für mediale Aufmerksamkeit. Das von Müller-Westernhagens Publikum gerne mitgegrölte und damit qua Performanz als konsensfähig erachtete Lied Dicke wurde als heftige Verunglimpfung angesehen, obwohl der Text eine satirisch-ironische Intention haben soll, so die Selbstinterpretation Müller-Westernhagens 1989, d. h. nach einem Jahrzehnt nach Veröffentlichung des Liedes 1978. Die unintendierte Rezeption des Liedes und die begeisterte Aufnahme beim Publikum hinderte Müller-Westernhagen nicht daran, das Lied bis zum Jahr 2015, als er erklärte, es nicht mehr spielen zu wollen, immer wieder vorzutragen.
Als provokant wurde auch Grüß mir die Genossen empfunden. In dem Text werden auf ironisch überspitzter Weise die umstrittenen Fahndungsmethoden im Kampf gegen die RAF-Terroristen während des Deutschen Herbst thematisiert.
Neulich, 6 Uhr früh, tritt man mir die Tür ein

Ich spring’ aus dem Bett, da stürmt die Polizei rein

„Los, stellen Sie sich an die Wand, man hat Sie erkannt“

Ein Nachbar rief uns an: „Sie sind ein Sympathisant“

Ich sag: „Das muss ein Irrtum sein, ich bin doch bloß ein Bürger“

Doch die pflügen mir die Wohnung um, als wäre ich ein Würger

– Grüß mir die Genossen

## Cover
Auf dem von ihm selbst gestalteten und von Michael Ballhaus fotografierten Cover steht Westernhagen gekleidet in Bluejeans und schwarzer Lederjacke mit hochgeschlagenem Kragen aus falschem Pelz, einer Flasche Johnnie Walker in der Hand und schaut den Betrachter an. Im Hintergrund einer Kneipe finden sich eine laszive Kellnerin, dargestellt vom damaligen Model und heutigen Autorin Lilli Beck, ein einsamer Trinker, ein telefonierender Mann und ein vermutliches schwules Pärchen. Alle Bilder dürften durchaus als Anspielung auf Textstellen des Albums gesehen werden.

## Titelliste
Angaben beziehen sich auf die Langspielplatte.
Seite 1
| Nr. | Titel                         | Länge |
| --- | ----------------------------- | ----- |
| 1   | Mit 18                        | 5:09  |
| 2   | Zieh’ dir bloß die Schuhe aus | 3:00  |
| 3   | Willi Wucher                  | 4:08  |
| 4   | Oh, Margarethe                | 2:58  |
| 5   | Alles in den Wind             | 3:40  |

Seite 2
| Nr. | Titel                              | Länge |
| --- | ---------------------------------- | ----- |
| 1   | Mit Pfefferminz bin ich dein Prinz | 2:45  |
| 2   | Dicke                              | 4:05  |
| 3   | Giselher                           | 5:32  |
| 4   | Grüß mir die Genossen              | 3:45  |
| 5   | Johnny W.                          | 3:25  |

## Rezensionen
Oft wird das Album als das eigentliche Debütalbum Westernhagens bezeichnet, da er vorher eher als Schauspieler in Filmen wie Das zweite Erwachen der Christa Klages oder Aufforderung zum Tanz – der Vorgeschichte zu dem erfolgreichen Film Theo gegen den Rest der Welt von 1980 – der Öffentlichkeit bekannt war. Mit Pfefferminz bin ich dein Prinz verkaufte sich erstmals gut und erreichte nennenswerte Platzierungen. Der Kultstatus entwickelte sich erst langsam, nicht zuletzt wohl wegen der eingängigen Mischung aus zum Teil provokanten Texten kombiniert mit musikalischen Elementen aus Rock und Blues.

## Kommerzieller Erfolg

### Chartplatzierung
Die Singleauskopplung Mit Pfefferminz bin ich dein Prinz / Alles in den Wind erreichte vorab keine nennenswerte Platzierung. Das Album selbst war mit der Veröffentlichung auch wenig erfolgreich, entwickelte sich aber langfristig zum Überraschungserfolg. Erst 1981, drei Jahre nach Veröffentlichung, erreiche das Album mit Platz 19 die deutsche Albumhitparade, wo es sich 41 Wochen lang halten konnte. Durch den anhaltenden Erfolg erzielte das Album im selben Jahr Platz 20 der Jahresauswertung.
| ChartsChartplatzierungen | Höchstplatzierung | Wochen |
| ------------------------ | ----------------- | ------ |
| Deutschland (GfK)        | 19 (41 Wo.)       | 41     |

| ChartsJahrescharts (1981) | Platzierung |
| ------------------------- | ----------- |
| Deutschland (GfK)         | 20          |

### Auszeichnungen für Musikverkäufe
Nach einigen Jahren erreichte es 1981 mit 250.000 verkauften Exemplaren Goldstatus und entwickelte sich zum Kultalbum. Nicht zuletzt durch die Wiederauflage als CD wurden mittlerweile über 1,5 Millionen Tonträger verkauft, wofür es dreimal Platin gab.
| Land/Region        | Auszeichnungen für Musikverkäufe (Land/Region, Auszeichnung, Verkäufe) | Verkäufe  |
| ------------------ | ---------------------------------------------------------------------- | --------- |
| Deutschland (BVMI) | 2× Platin                                                              | 1.000.000 |
| Insgesamt          | 2× Platin ·                                                            | 1.000.000 |

## Neuaufnahme (Das Pfefferminz-Experiment)
Am 8. November 2019 erschien unter dem Titel Das Pfefferminz-Experiment (Woodstock Recordings Vol. 1) eine neu aufgenommene Version des Albums bei Polydor. Das Album wurde im Jahr 2019 im Dreamland Studio in Woodstock aufgenommen. Eine neue Version des Liedes Mit 18 hatte am 16. Oktober 2019 Videopremiere. Shahin Shokoui, Agnesz Pakozdi und Chris Hegedus-Pennebaker drehten eine Dokumentation über die Entstehung des Albums. Die Uraufführung dieses Films fand am 16. Oktober 2019 beim Film Festival Cologne statt.
Besetzung
- Marius Müller-Westernhagen: Gesang, Akustikgitarre
- Larry Campbell: Akustik-/E-Gitarre, Violine, Mandoline, Pedal-Steel-Gitarre
- Kevin Bents: Piano, Hammondorgel, Synthesizer, Akkordeon
- Jack Daley: Bass
- Richard Hammond: Kontrabass
- Aaron Comess: Schlagzeug, Perkussion
- Lindiwe Müller-Westernhagen: Begleitgesang
- Teresa Williams: Begleitgesang